# Голубая карта
Голубая карта (также синяя карта, EU Blue Card) — тип документа, подтверждающего наличие временного вида на жительство и права на трудоустройство на территории большинства стран Европейского союза у граждан третьих стран. Проект был представлен Президентом Европейской Комиссии Мануэлом Баррозу 23 октября 2007 г. Директива 2009/50/ЕС о введении голубой карты была окончательно принята Европейским союзом 25 мая 2009 года. Срок трансформации (включения в законные и подзаконные акты) данной директивы странами-членами Европейского союза (далее ЕС)  истёк 19 июня 2011 года.

## О предложенном проекте
Подобная идентификационная карта без права предоставления гражданства была предложена главой Европейской комиссии Мануэлом Баррозу на пресс-конференции 23 октября 2007 года в городе Страсбурге, Франция по аналогии с зелёной картой (гринкартой), уже используемой в США для подобных же целей. Предложенный для карты цвет — голубой — по цвету флага ЕС. По плану, голубая карта должна будет удовлетворить потребности ЕС в квалифицированной рабочей силе ввиду сильного старения населения, хотя три страны — Ирландия, Дания и Великобритания от участия в проекте отказались. Как ожидается, большинство заявителей будут подавать заявки на получение голубой карты из развивающихся стран Азии и Африки, в первую очередь из Индии и Китая, но количество заявителей из Турции, Украины, России также может быть довольно значительным.
Проектируемая голубая карта, представленная Еврокомиссией, предлагает стандартную процедуру подачи рабочего заявления для лиц, не являющихся гражданами ЕС. Согласно проекту, документ будет действителен в течение двух лет, но может быть продлен. Тем лицам, которые получат голубую карту, будет предоставлена определенная группа прав, таких, например, как право на воссоединение с семьёй. Предложенный проект также стимулирует передвижение упомянутых граждан по ЕС между странами-членами проекта. Законным основанием для такого предложения является Статья 63(3)(a) и (4) Римского договора, которая утверждает, что Совет примет меры в области развития иммиграционной политики.
Предложенный проект был представлен Президентом Европейской Комиссии Мануэлом Баррозу 23 октября 2007 года на пресс-конференции совместно с Комиссаром по делам Юстиции, Свободы и Безопасности Франко Фраттини. Баррозу мотивировал своё предложение предполагаемой нехваткой в ЕС квалифицированных рабочих кадров, сложностью для представителей стран т. н. «третьего мира» в передвижении между странами ЕС, проблематикой конфликтующих между собой законодательств стран ЕС в области въезда иммигрантов и «расхождением в правах» (англ. rights gap) между гражданами ЕС и легальными иммигрантами . Проект голубой карты был предложен наряду с другим проектом, COM(2007)638, который предлагает упрощение в документах и принятие общего свода прав для легальных иммигрантов из третьих стран.

## Принятие
20 ноября 2008 года Европейский парламент поддержал введение голубой карты, однако рекомендовал некоторые меры против утечки мозгов и выступил за большую гибкость для стран-членов ЕС, многие из которых были проигнорированы в последующем законе, принятом 25 мая 2009 года. Однако, некоторые компромиссы были сделаны, например государствам разрешено устанавливать квоты на количество выдаваемых карт или при необходимости запретить их совсем.
15 сентября 2021 года Европейский парламент поддержал новые  изменения, устанавливающую измененные правила выхода высококвалифицированных иностранных специалистов на рынок рабочих мест стран Евросоюза. После этого новые правила должен окончательно утвердить Совет Евросоюза. После этого, у государств Евросоюза будет 2 года, чтобы обновить новые правила в своих национально иммиграционных законодательствах.

## Внедрение
Германия приняла закон о голубой карте уже в апреле 2012, фокусируясь на знании языка и востребованности профессий — инженерия, математика и информационные технологии. На начало 2014 года Германией было выдано 7 тысяч карт, 4 тысячи из которых выданы иностранцам, уже проживающим в Германии.

## Требования
Для подачи заявления на получение голубой карты заявитель должен предоставить:
- рабочий контракт или предложение о работе с зарплатой минимум в полтора раза превышающей средний уровень зарплаты в данном члене ЕС (страна член ЕС вправе снизить зарплатные требования до 1.2 для особо востребованных профессий),
- действующее удостоверение личности и разрешение на пребывание (загранпаспорт и виза),
- договор о страховании,
- документы, подтверждающие соответствие требованиям для регулируемых профессий (например, для врачей), или
- документы, подтверждающие наличие соответствующего высшего образования для нерегулируемых профессий[8].

Дополнительно от заявителя может требоваться документ, подтверждающий знание языка, справка о несудимости, медицинская книжка, трудовая книжка.
Для воссоединения семьи, документы подтверждающие родство.

### Требования по оплате труда
Различные страны предъявляют различные требования к оплате труда. Последующие данные (если не указано иначе) отражают размер брутто (до вычета налогов) годовой зарплаты, в 1,5 раз превышающей средний уровень в рассматриваемой стране.
- Германия: две трети (52% для востребованных профессий) от верхней границы годового пенсионного страхования[10].

| Год  | Взносы | 66%   | 52%   |
| ---- | ------ | ----- | ----- |
| 2012 | 67200  | 44800 | 34944 |
| 2013 | 69600  | 46400 | 36192 |
| 2014 | 71400  | 47600 | 37128 |

- Франция: 52750.50 евро на 10 февраля 2014[11].
- Чехия: 1.5 средних годовых зарплаты[12]. С 1 мая 2017 года по 30 апреля 2018 года установлена заработная плата  496 602 кроны (41 384 брутто / ежемесячно)[13].
- Латвия: на начало апреля 2021 года, установлена заработная плата € 20 580 (€ 1 715 брутто / ежемесячно).
- Германия: на начало апреля 2018 года, установлена заработная плата € 52 000 (€ 4 333 брутто / ежемесячно) или 40 560 евро (3,380 брутто / ежемесячно).

## Преимущества
Голубая карта призвана облегчить переезд высококвалифицированным работникам в Европейский союз и предоставляет некоторые преимущества по сравнению с другими типами вида на жительство. Например, Германия предоставляет следующие льготы владельцам голубой карты:
- упрощённая процедура получения визы для переезда в Германию,
- получение постоянного вида на жительства через 33 месяца, а при определённых знаниях языка уже через 21 месяц,
- супругу/супруге владельца голубой карты не обязательно иметь знания немецкого языка при переезде. Также супругу/супруге разрешается осуществлять трудовую деятельность после переезда.

## Публикации по данной теме
- Patrick Weil, «A Flexible Framework for a Plural Europe», in The Hampton Court Agenda: A Social Model for Europe, Policy Network, 2006.  (англ.)